# Klann-Mechanismus

Animation eines Roboters mit vier Beinen, die auf dem Klann-Koppelgetriebe basieren

Der Klann-Mechanismus ist ein planarer Mechanismus, der das Aussehen eines Tiers mit Beinen simuliert und das Rad ersetzt. Der Mechanismus besteht aus einem „Bein“, das in Kontakt mit dem Boden kommt, einer Kurbel, zwei Kipphebeln und zwei Stangen, die alle durch schwenkbare Verbindungen gekoppelt sind. Es wurde 1994 von Joe Klann als Erweiterung der Burmester-Kurven entwickelt, mit denen Vier-Stab-Doppelkippmechanismen wie z. B. Hafenkrane entwickelt wurden.
Die Proportionen der einzelnen Glieder im Mechanismus werden definiert, um die lineare Bewegung des Fußes während der Hälfte der Kurbelumdrehung zu optimieren. Der Rest der Kurbelumdrehung ermöglicht es, den Fuß auf eine vorbestimmte Höhe anzuheben, bevor er in die Ausgangsposition zurückkehrt und den Zyklus wiederholt. Zwei Mechanismen, die mit der Kurbel gekoppelt und um einen halben Zyklus phasenverschoben sind, ermöglichen es dem Fahrgestell eines Fahrzeugs, sich parallel zum Boden zu bewegen.
Klann-Mechanismen können Bordsteine überqueren, Treppen steigen oder sich in Bereichen bewegen, die derzeit für Fahrzeuge mit Rädern nicht zugänglich sind. Sie erfordern keine Mikroprozessorsteuerung oder mehrere Stellantriebe.
Der Klann-Mechanismus  ist ein Koppelgetriebe. Es wird z. B. für laufende Roboter verwendet und oft mit dem Jansen-Koppelgetriebe (Strandbeest) von Theo Jansen und dem Tschebyschow-Lambda-Mechanismus verglichen. Das Klann-Koppelgetriebe kann ebenso wie diese als eine angenäherte Geradführung angesehen und verwendet werden.

## Konstruktionsvorschrift
Die Konstruktionsvorschrift ist im US-Patent 6,260,862 beschrieben. Dort finden sich auch Koordinaten für die Konstruktion eines Beins.
| Point                                   | X     | Y     | Beschreibung             |
| --------------------------------------- | ----- | ----- | ------------------------ |
| Fixpunkte                               |       |       |                          |
| 9                                       | 1,366 | 1,366 | Erste Kipphebelarmachse  |
| 11                                      | 1,009 | 0,574 | Zweite Kipphebelarmachse |
| 15                                      | 1,599 | 0,750 | Kurbelachse              |
| voll ausgefahrene Boden-Schrittstellung |       |       |                          |
| 27X                                     | 0,741 | 0,750 | Ellbogengelenk           |
| 29x                                     | 1,331 | 0,750 | Kurbel                   |
| 33x                                     | 0,000 | 0,000 | Fuß                      |
| 35x                                     | 0,232 | 0,866 | Kniegelenk               |
| 37x                                     | 0,866 | 1,500 | Hüftgelenk               |
| geerdete Gangposition                   |       |       |                          |
| 27Y                                     | 1,277 | 0,750 | Ellbogengelenk           |
| 29y                                     | 1,867 | 0,750 | Kurbel                   |
| 33y                                     | 1,000 | 0,000 | Fuß                      |
| 35y                                     | 0,768 | 0,866 | Kniegelenk               |
| 37y                                     | 1,000 | 1,732 | Hüftgelenk               |

Illustriertes Beispiel Bein
Bewegungspfade der einzelnen Punkte
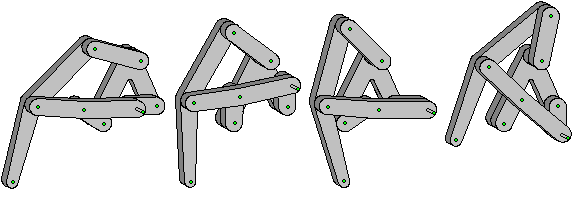
Ein Bein in verschiedenen Stellungen
Benennung der Teile
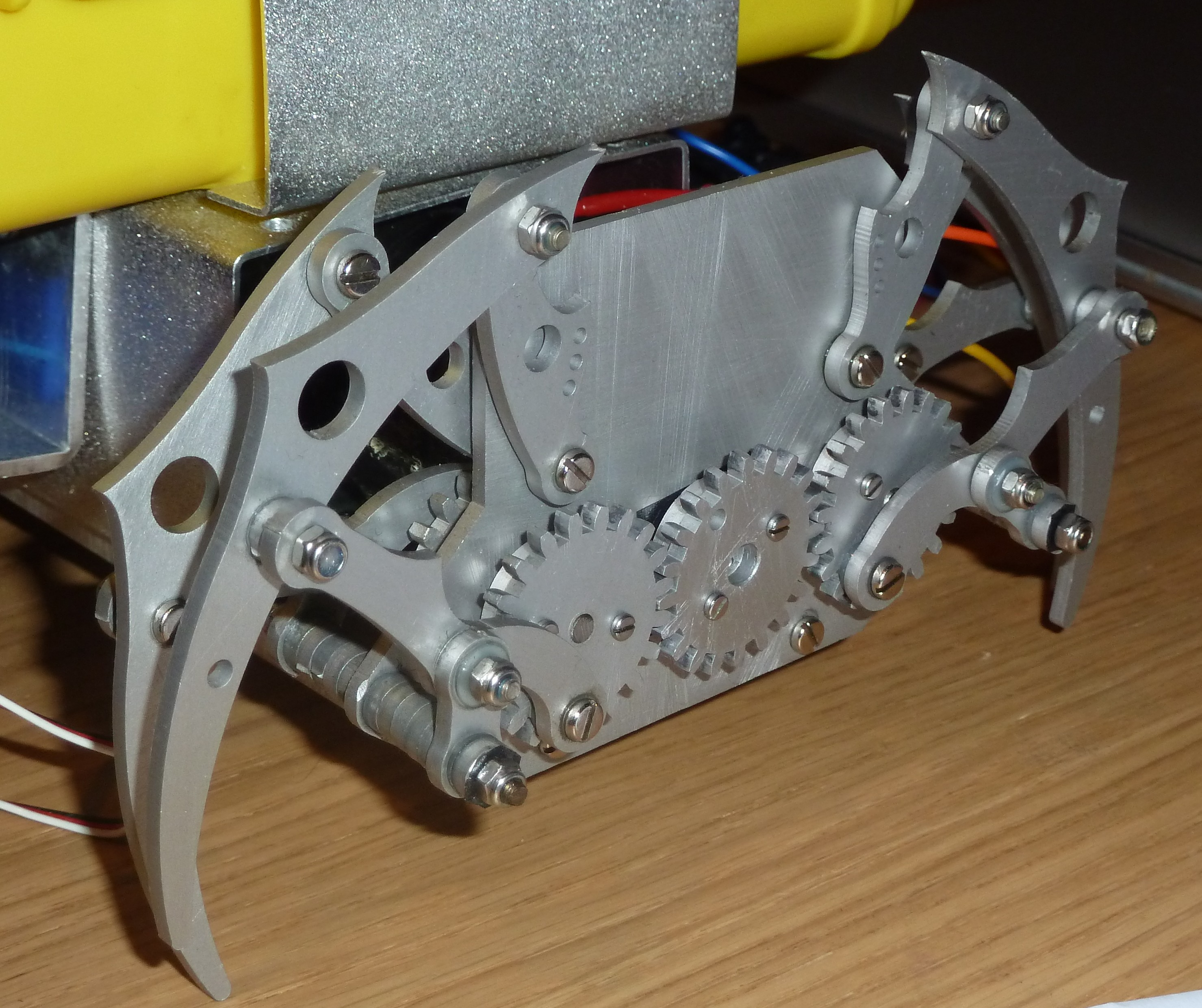
Laufender Unterwasser-Roboter
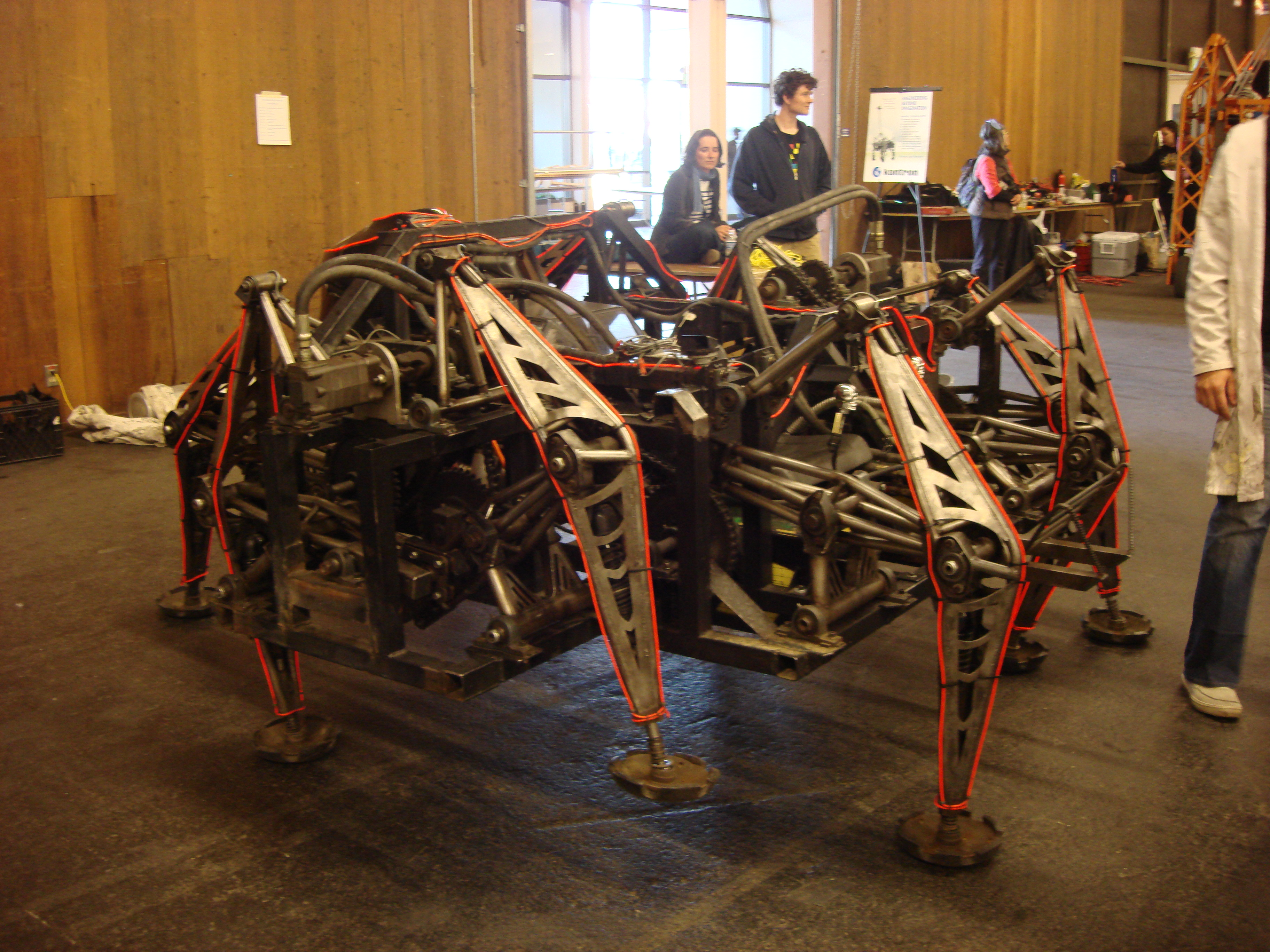
Kinetisches Kunstwerk – Mondo Spider

## Vergleich mit dem Jansen-Koppelgetriebe
Das Klann-Koppelgetriebe ist, anders als das Jansen-Koppelgetriebe, parametrierbar und dadurch flexibler anpassbar. Des Weiteren ist es robuster gegen Fertigungstoleranzen. So führen nicht optimale Längen zwar zu einem suboptimalen Schritt, aber weniger schnell zu einem Klemmen.
Ein weiterer Vorteil des Klann-Koppelgetriebes ist, dass es mit weniger Beinen und Gelenken als das Jansen-Koppelgetriebe auskommt.

## Patente
- U.S. Provisional Application Ser. No. 60/074,425, was filed on Feb. 11, 1998
- Patent  US6260862: Walking device. Angemeldet am 17. Juli 2001, Erfinder: Joseph Klann.‌
- Patent  US6364040: Walking device. Angemeldet am 2. April 2002, Erfinder: Joseph Klann.‌
- Patent  US6478314: Walking device. Angemeldet am 12. November 2002, Erfinder: Joseph Klann.‌